# Lee Sun-kyun
Lee Sun-kyun (Seul, 2 de março de 1975 – 27 de dezembro de 2023) foi um ator sul-coreano. Na televisão, trabalhou com a diretora Lee Yoon-jung em Taereung National Village (2005), o que o levou a ser escalado em sua série posterior Coffee Prince em 2007. No cinema, participou dos filmes Paju (2009), Helpless (2012), All About My Wife (2012), e A Hard Day (2014). Em 2019, ele estrelou o filme vencedor do Oscar, Parasita de Bong Joon-ho. Lee Sun-Kyun faleceu aos 48 anos de idade, em dezembro de 2023.

## Vida pessoal
Lee nasceu em Seul, Coreia do Sul. Ele se casou com a atriz Jeon Hye-jin em 23 de maio de 2009. Seus filhos nasceram em 25 de novembro de 2009 e 9 de agosto de 2011.
No dia 26 de dezembro de 2023, ocorreu uma situação alarmante. Lee foi descoberto inconsciente dentro de um carro estacionado em um parque no distrito de Seongbuk em Seul. A polícia foi chamada ao local após receberem uma ligação de emergência de uma mulher preocupada com seu marido, que havia saído de casa após deixar uma nota que levantava a possibilidade de um ato extremo.
Ao investigar o veículo, a polícia encontrou indícios de briquetes de carvão acesos, o que levantou a suspeita de que a morte de Lee poderia ter sido um possível suicídio. 
O ator era investigado por suposto uso de maconha e outras drogas psicoativas e foi interrogado pela polícia na época.

## Prêmios e indicações
| Ano  | Prêmio                         | Categoria     | Trabalho  | Resultado |
| ---- | ------------------------------ | ------------- | --------- | --------- |
| 2019 | SAG de melhor elenco num filme | Melhor Elenco | Parasita  | Venceu    |
| 2022 | Emmy Internacional             | Melhor Ator   | Dr. Brain | Indicado  |

## Discografia
| Título                                                          | Ano  | Álbum                                  |
| --------------------------------------------------------------- | ---- | -------------------------------------- |
| "Ocean Voyage (Choi Han-sung version)"                          | 2007 | Coffee Prince OST                      |
| "My Sweet City"                                                 | 2008 | My Sweet Seoul OST                     |
| "Romantic Christmas" (com Eugene)                               | 2008 | Romantic Island Christmas Story single |
| "Boy" (com Yoon Sang )                                          | 2008 | Song Book: Play With Him               |
| "Kangaroo" (com Choi Kang-hee)                                  | 2010 | Petty Romance OST                      |
| "Gift for You" (com Choi Kang-hee, Song Ji-hyo e Kim Byung-man) | 2011 | Single                                 |